# 明楚王墓
明楚王墓位于武汉市江夏区龙泉镇龙泉山，是明朝九位楚藩王的陵寝。

## 历史
明朝洪武三年，明太祖朱元璋封第六子朱桢为楚王，封国湖广武昌府。洪武三十年楚昭王正妃王氏薨逝，朱桢选择龙泉山为茔穴，迁走世居于龙泉山的樊、李、沈、张、邹、曾、杜、董等八个家族，营建园寝。此后楚昭王、楚庄王、楚宪王、楚康王、楚靖王、楚端王、楚愍王、楚恭王、楚定王（龙泉山当地称为“贺王”）九位楚王卜葬于此。
崇祯十三年，张献忠兵焚毁楚王园寝地面建筑。1950年代初，楚宪王墓被当地农民挖毁。60年代中期，楚恭王墓和“贺王”（朱华奎）墓被当地农民挖毁。龙泉当地人民公社修建豹澥地震台和灵泉水库时，拆走大量建筑石材。之后当地农民修建仓库、建造房屋，也拆走大量石材、砖料。
1956年11月15日，湖北省人民委员会将龙泉山楚王墓定为第一批湖北省文物保护单位。1980年武汉市成立龙泉山风景区管理处暨楚王墓群文物管理所。此后武汉地区文物考古部门相继开展了对楚王墓区的考古研究工作。1982年对朱桢的王妃墓进行了发掘。1986年对楚昭王园寝进行了清理、勘测和修复。1990年至1991年对楚昭王墓地宫进行了发掘。2001年6月25日，龙泉山明代楚王墓被中华人民共和国国务院公布为第五批全国重点文物保护单位。2013年，江夏区文物管理所所长刘治云介绍，九座陵寝基本相同，由荷花池、配殿、神帛炉、地宫等建筑构成，其中7座墓葬保存较好，2座毁于上世纪文革时期。

## 规模
龙泉山为盆地地形，由北侧的天马峰和南侧的玉屏峰组成，中间东西向为古河道遗址。明代楚王墓园分为北侧和南侧两个墓葬群，规模最大、年代最早的楚昭王墓在北侧的最西边，其东侧是楚宪王墓。南侧的玉屏峰自东向西排列的是楚庄王墓（已清理修复）、楚愍王墓（已清理修复）、楚恭王墓、楚靖王墓（已清理修复）、楚端王墓、楚定王墓、楚康王墓。玉屏峰一侧的各墓中轴线朝向均正对北方的楚昭王墓。
从2015年起，武汉市文物考古研究所对楚庄王、楚愍王、楚靖王墓园的地面遗址进行考古清理，清理面积达35900平方米。三座墓园布局基本一致，包括外垣，园寝门，内垣，享殿门，焚帛炉，享殿（前有月台），左右配殿，棂星门（内垣后门），石几筵，墓冢构成。楚庄王墓左前方还有碑亭，楚愍王墓园寝门之前有明堂水池一座、享殿门之前有金水桥三座。

## 明楚昭王墓
楚昭王墓位于龙泉山天马峰主峰下，坐北朝南。园寝平面为长方形，面积112800平方米，合明代185亩6分，市亩169亩2分。按照武汉市文物考古研究所1987年的考古勘测及典籍记录，其规制为：
- 外神道：无存。依礼制推测存在。未复建。
- 碑亭：无存。1988年复建。内有楚康王朱季埱所撰写之《楚昭王碑》（保存完好），及驮碑赑屃（局部有破损）。
- 外垣墙：残存墙基。1988年修复，大城砖砌筑，长1528米，高3.3米，厚1米。
- 园寝门：无存。1988年复建。砖砌，开门券三座，五踩斗拱，单檐歇山顶，绿琉璃瓦。
- 内神道：无存。1988年复建。
- 园寝左右侧门：推测存在，1988年复建。
- 金水桥三座：均为单孔桥，只存中间一座，1987年复建左右两座，有石栏板，望柱头为二十四气。
- 享殿门：无存。残存须弥座、四角滴水螭首、柱础。推测为面阔五间，深二进，穿斗式三环柱列梁架结构，单檐歇山顶，绿琉璃瓦。未复建。左右砌内垣墙。
- 内垣墙：残存墙基。1988年复建。砖砌，内外均涂以赭红。
- 享殿：无存。残存须弥座及部分螭首、栏板、望柱。1988年复建，面阔五间，深三进，九檩二环柱列梁架结构，单昂单翘五踩斗拱，单檐歇山顶，绿琉璃瓦。檐下饰以花锦枋心旋子彩画。建筑面积451平方米。享殿前月台的中路陛石为1988年复建，压地隐起云纹图案。
- 左右配殿：无存。残存台台基。1988年复建。各面阔三间，五花山墙，七檩前出廊悬山顶，绿琉璃瓦，一斗二升交麻叶斗拱。檐下饰以雅五墨一字枋心旋子彩画。建筑面积各为237平方米。
- 焚帛炉：无存。残存须弥座。1988年重建。在右配殿之南。
- 内红门（内垣后门）：无存，残存须弥座。1988年重建。规制同园寝门，体量略小，外墙刷赭红。
- 石五供：无存。残存石台。1988年修复台基部分，上置一体量较小之石几案。
- 墓道：根据考古探方实测，长约30米，宽约17米。入葬后即填土回埋，已与山体融为一体。
- 登山石阶：原制不存在，1990年考古发掘地宫后添建。
- 地宫门殿：原制不存在，1990年考古发掘地宫添建，面阔三间，单檐卷棚歇山顶，覆绿琉璃瓦。
- 地宫入口前拱券：原制不存在，1990年考古发掘地宫后添建。
- 地宫：1990-1991年进行考古发掘。封土层厚3米，再下为木炭层厚0.3米，再下为三合土层厚0.5米。拱券用澄泥城砖，砌六圈层。地宫入口有三座石门，仅一米见方，仅可供一人弯腰进出，无法供棺椁通过，应为入葬后砌筑。石门之上为砖墙，砖墙之后即为墓室。墓门前东南侧有排水龙须沟一道。地宫长13.84米，宽5.78米，高4.78米，面积85平方米，有一主室，两耳室，一后室。耳室和后室为壁龛式建筑，内有随葬明器。主室正中为石砌棺床，上为楚昭王朱桢单人棺椁，无陪葬或殉葬者。发掘时棺椁及尸骨均已腐烂，棺床上仅见人形骨骸印，有金腰带一围（仅剩金带板）及铜镜、葫芦形玉佩、圆形玛瑙佩、棺钉等物件。棺床之前有一石台，摆放“楚昭王宝”谥宝金印，旁边为一龙纹石匣，内有铜制鎏金封册，外包丝绸。石台之前为楚昭王墓志。共出土文物170余件，有谥宝、龙纹石匣、洪武御窑白瓷碗、冬瓜形瓷坛，以及锡制的火锅、火筷、香炉、烛台、锅、勺、筷、盒、钥匙、油灯盘、熨斗、剪刀、爵杯、带流壶、扁壶、细颈酒壶、温酒器、四足炭炉子等明器。出土随葬品分别保存于湖北省文物管理所和武汉市文物管理所，现部分文物在武汉市博物馆展出[1]。

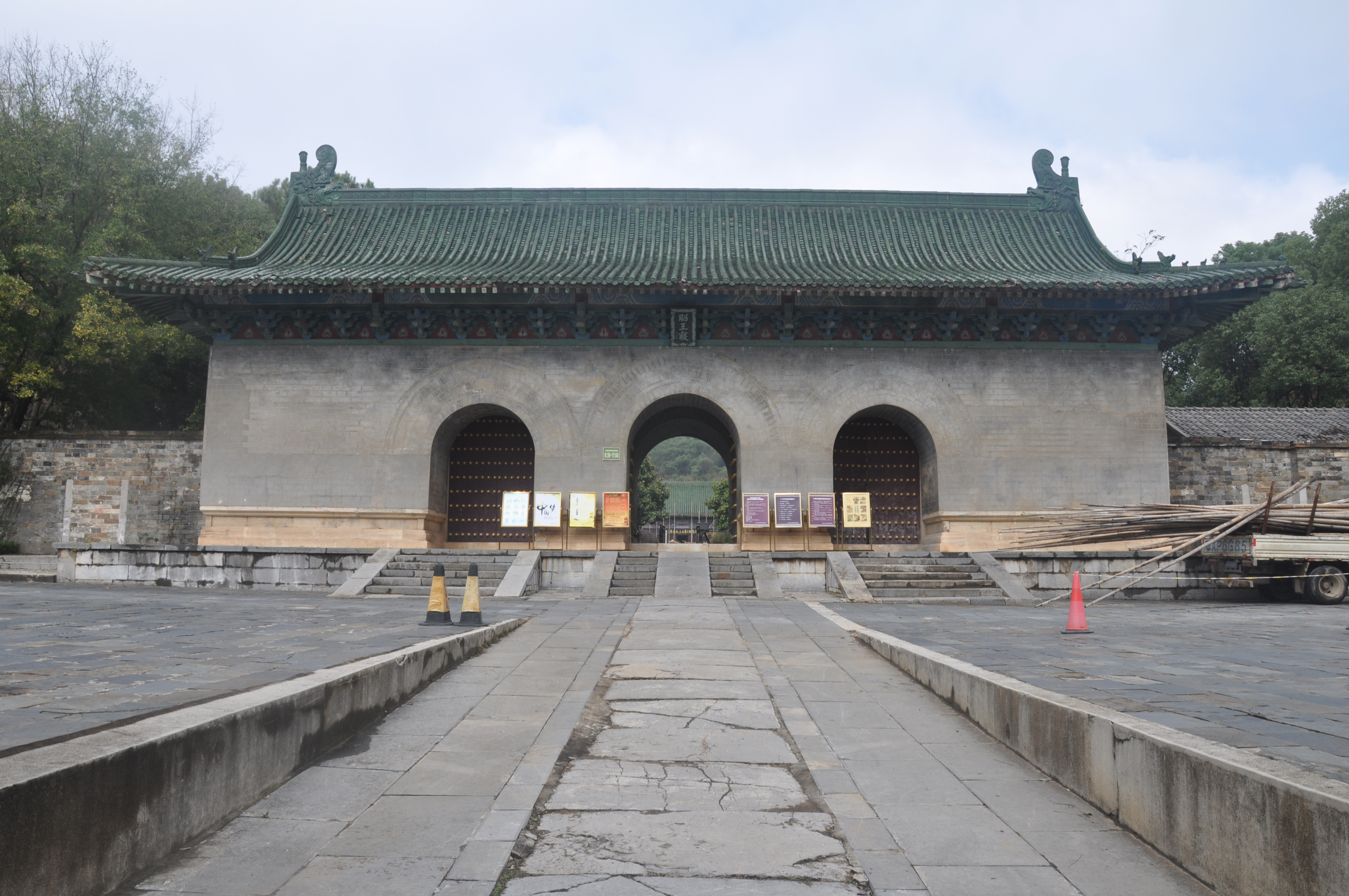
昭王墓大门
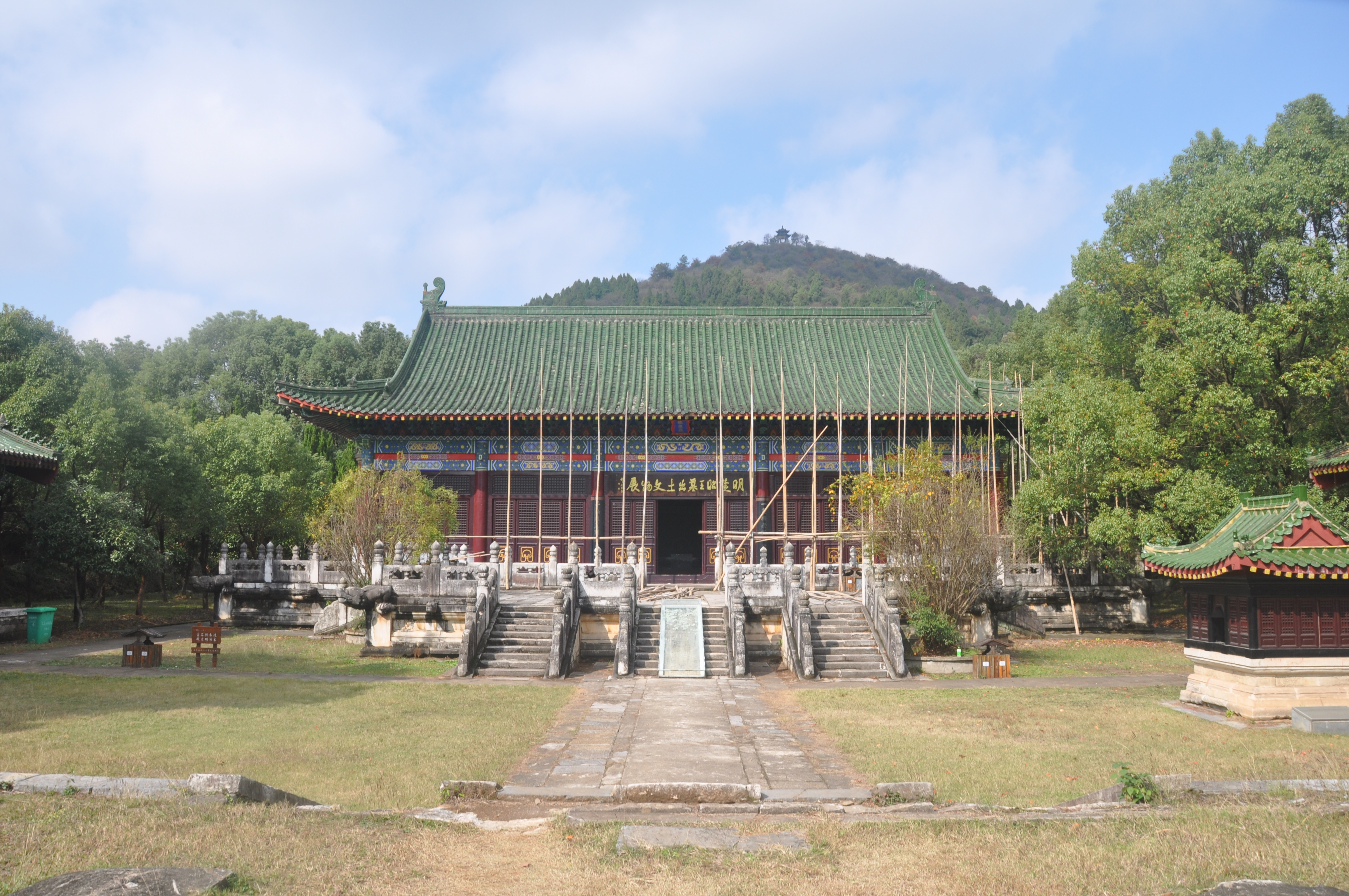
昭王墓享殿
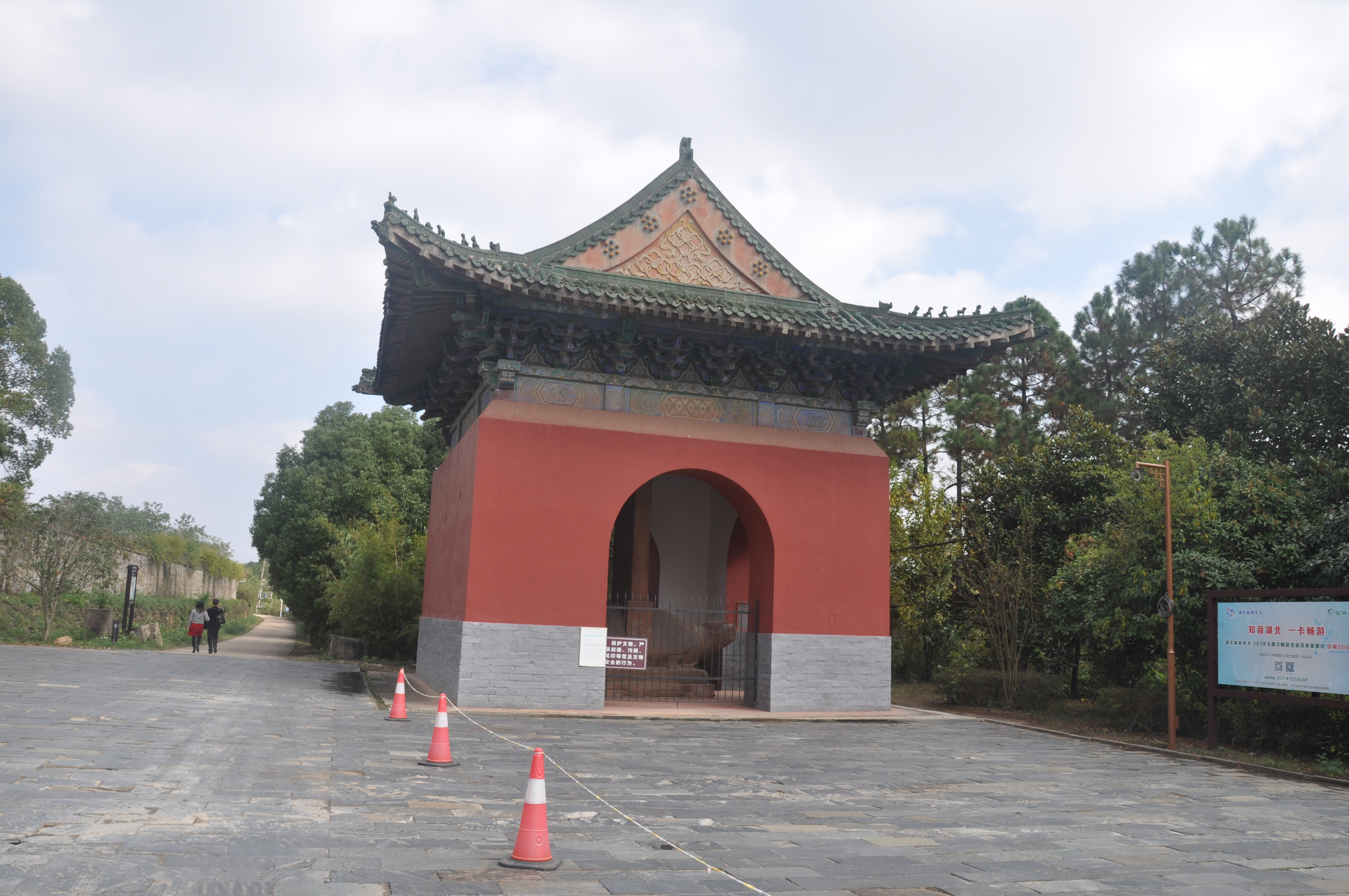
昭王墓碑亭
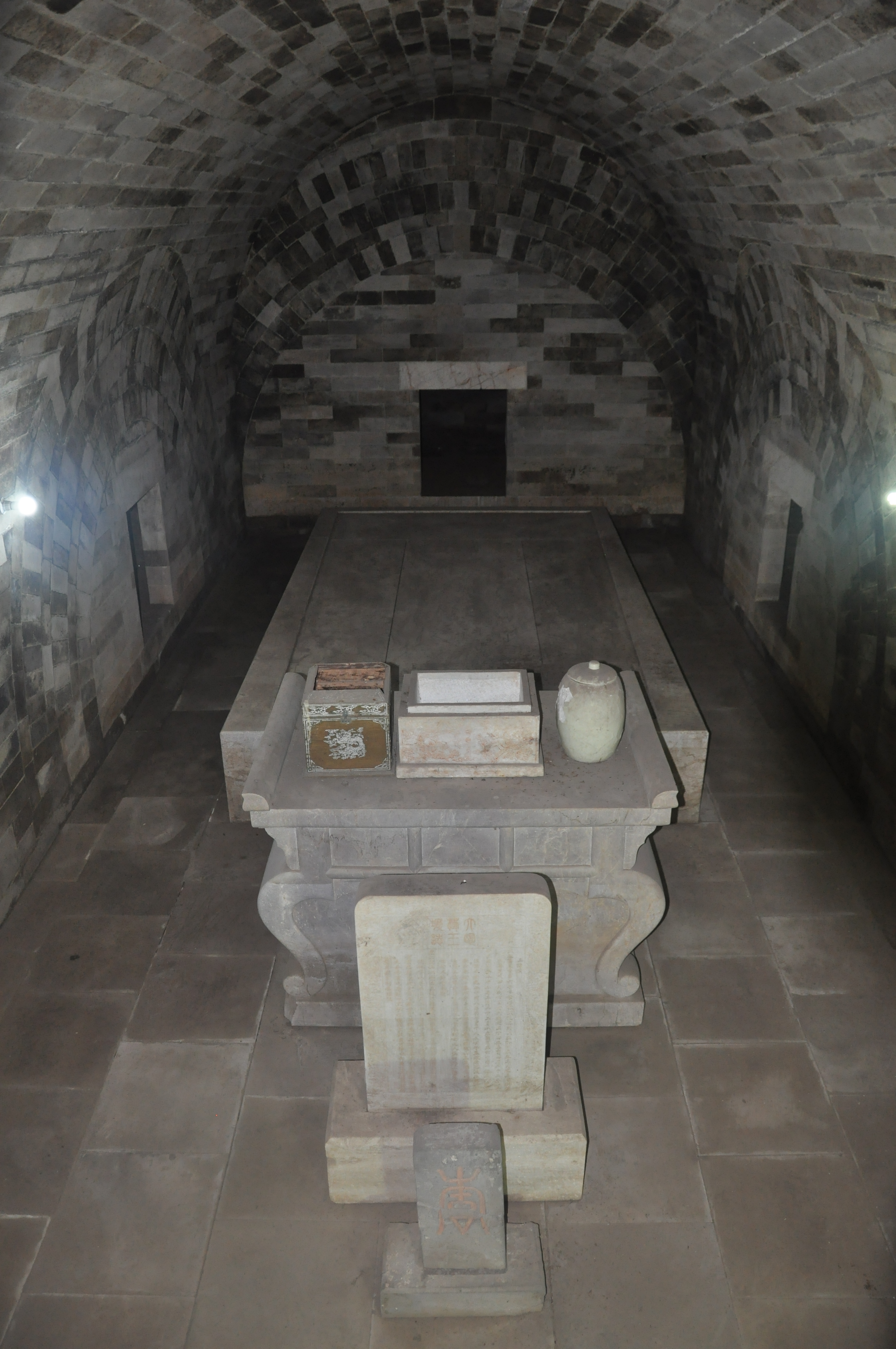
昭王墓墓室
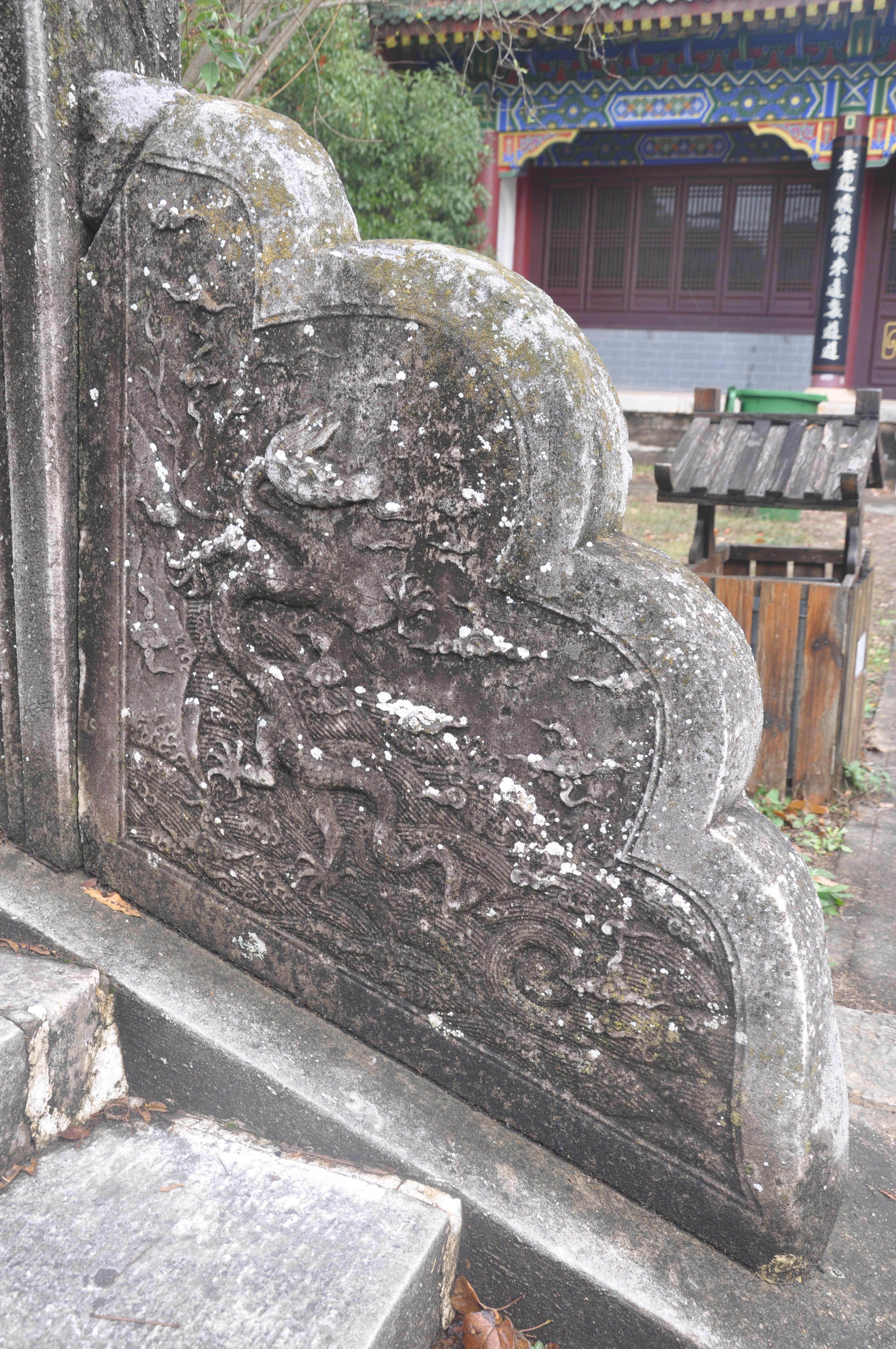
昭王墓享殿石雕
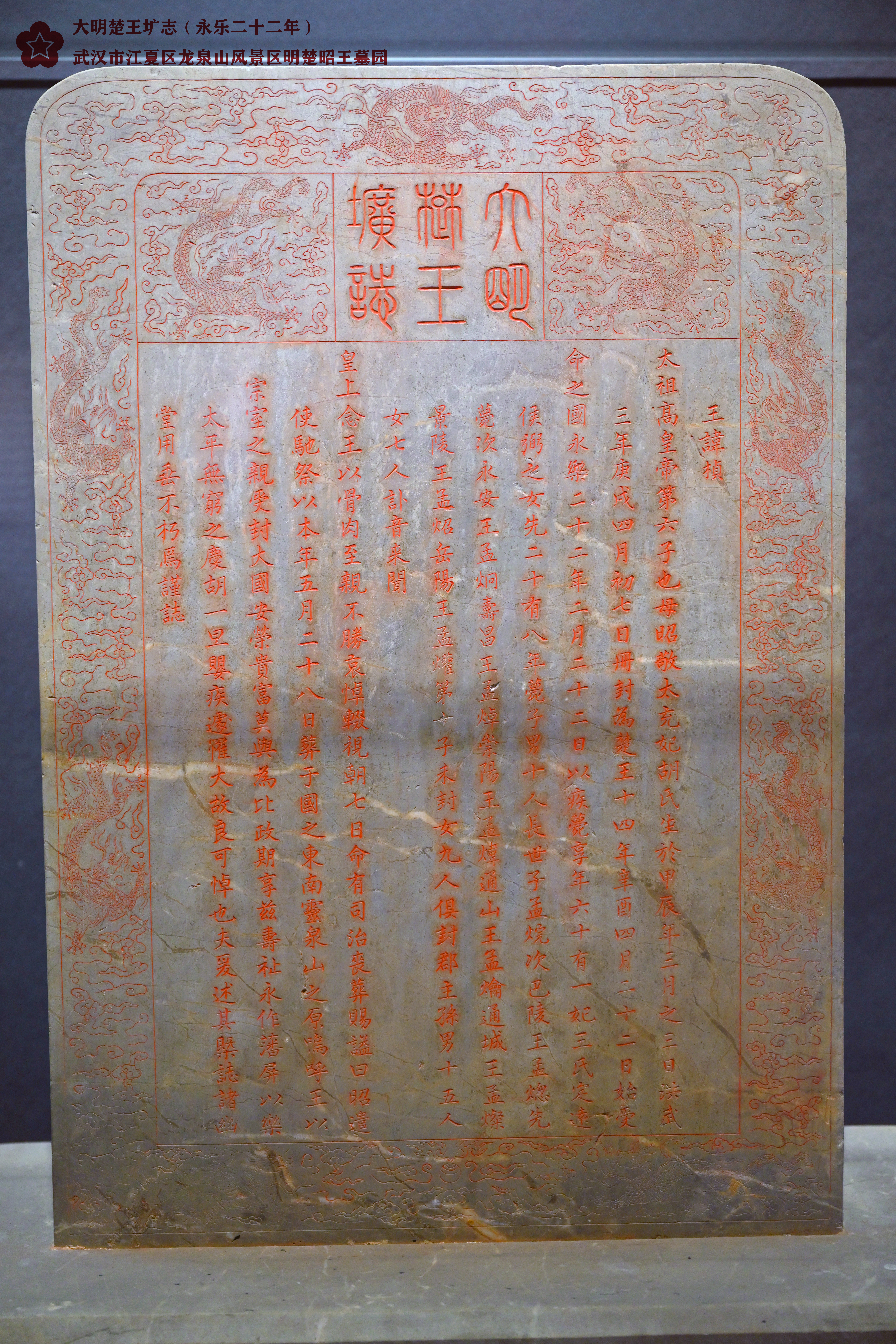
明楚昭王圹志

## 明楚庄王墓

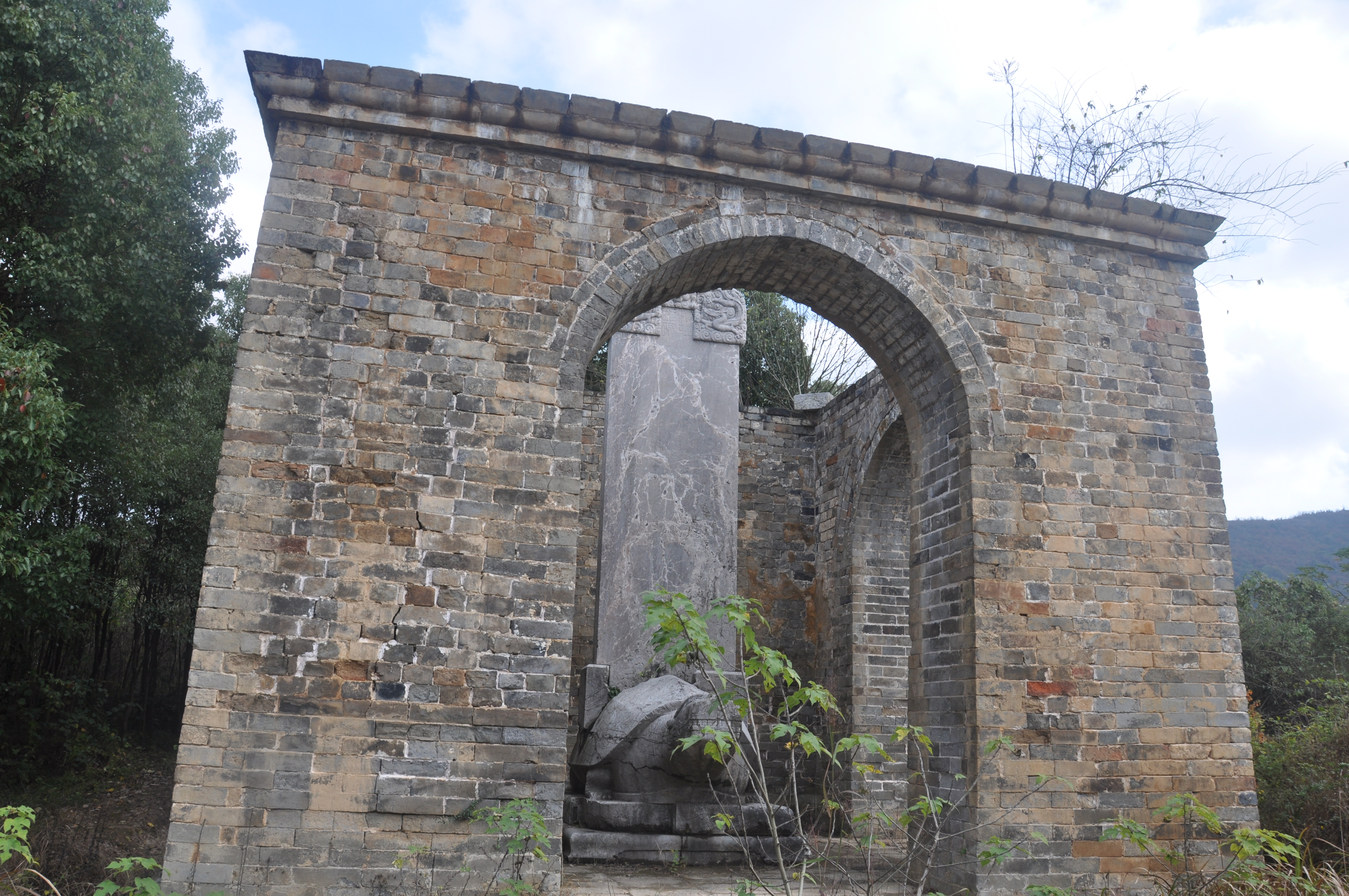
明楚庄王碑碑亭
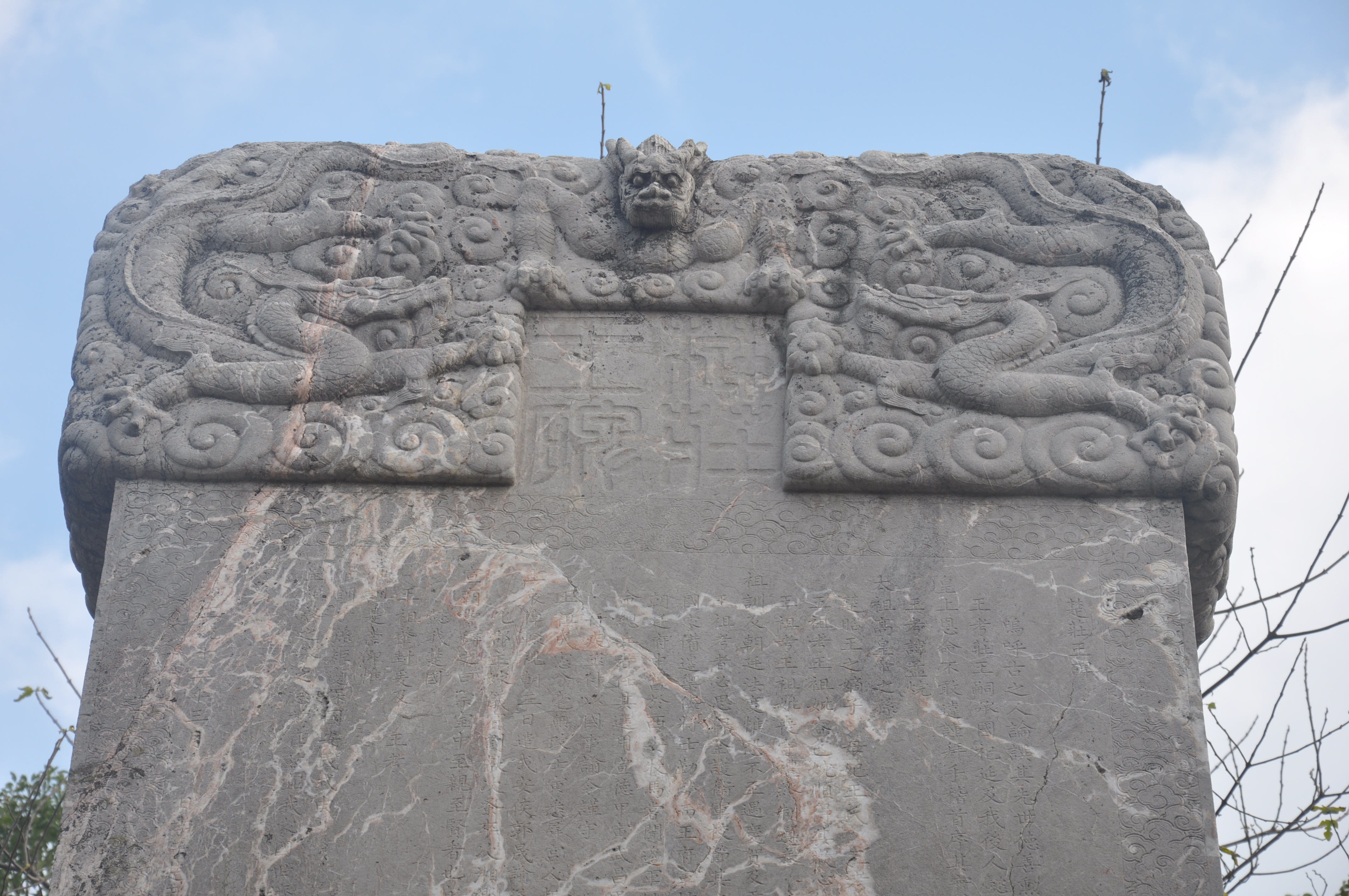
明楚庄王碑-碑额
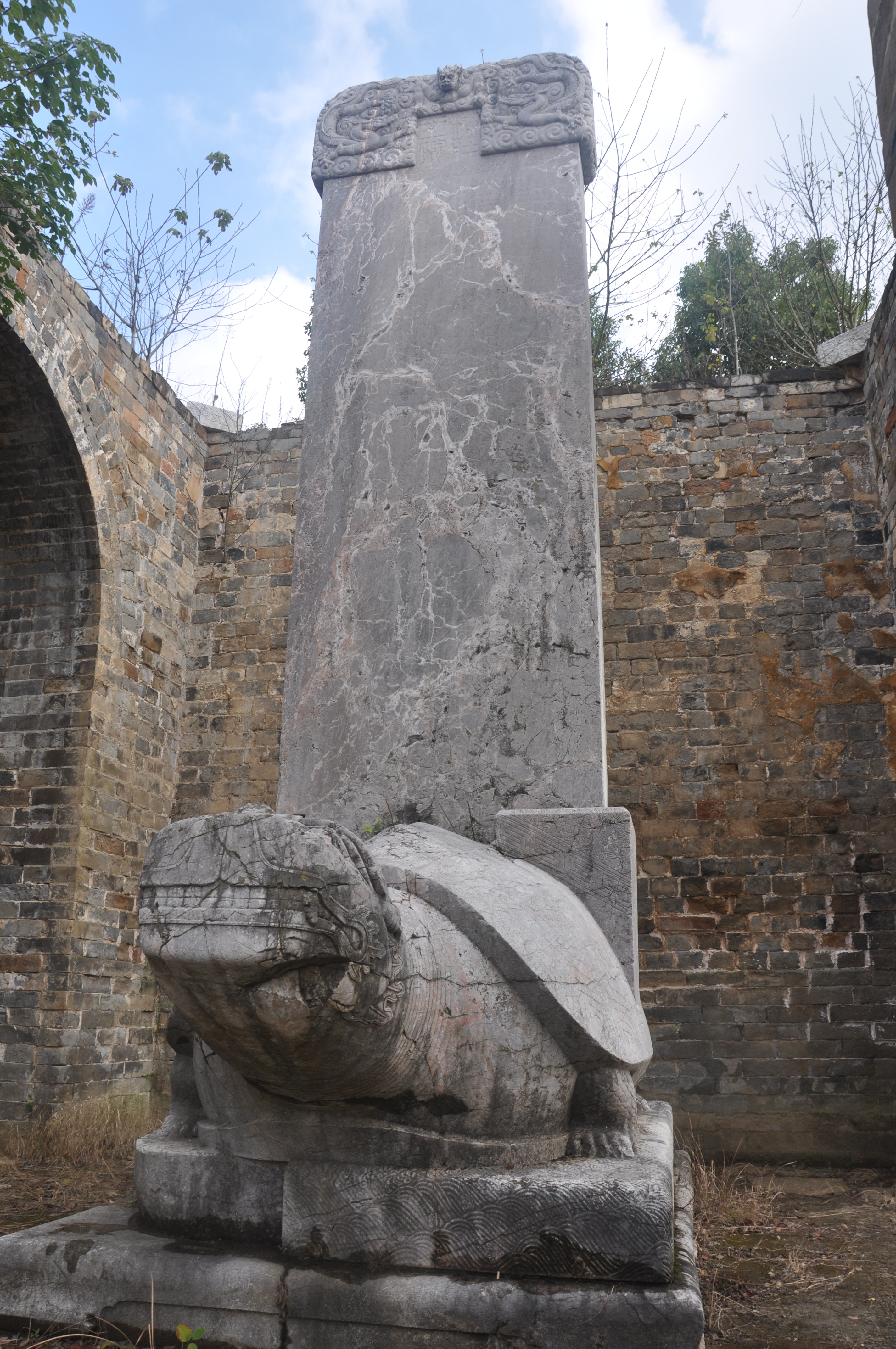
明楚庄王碑-全身
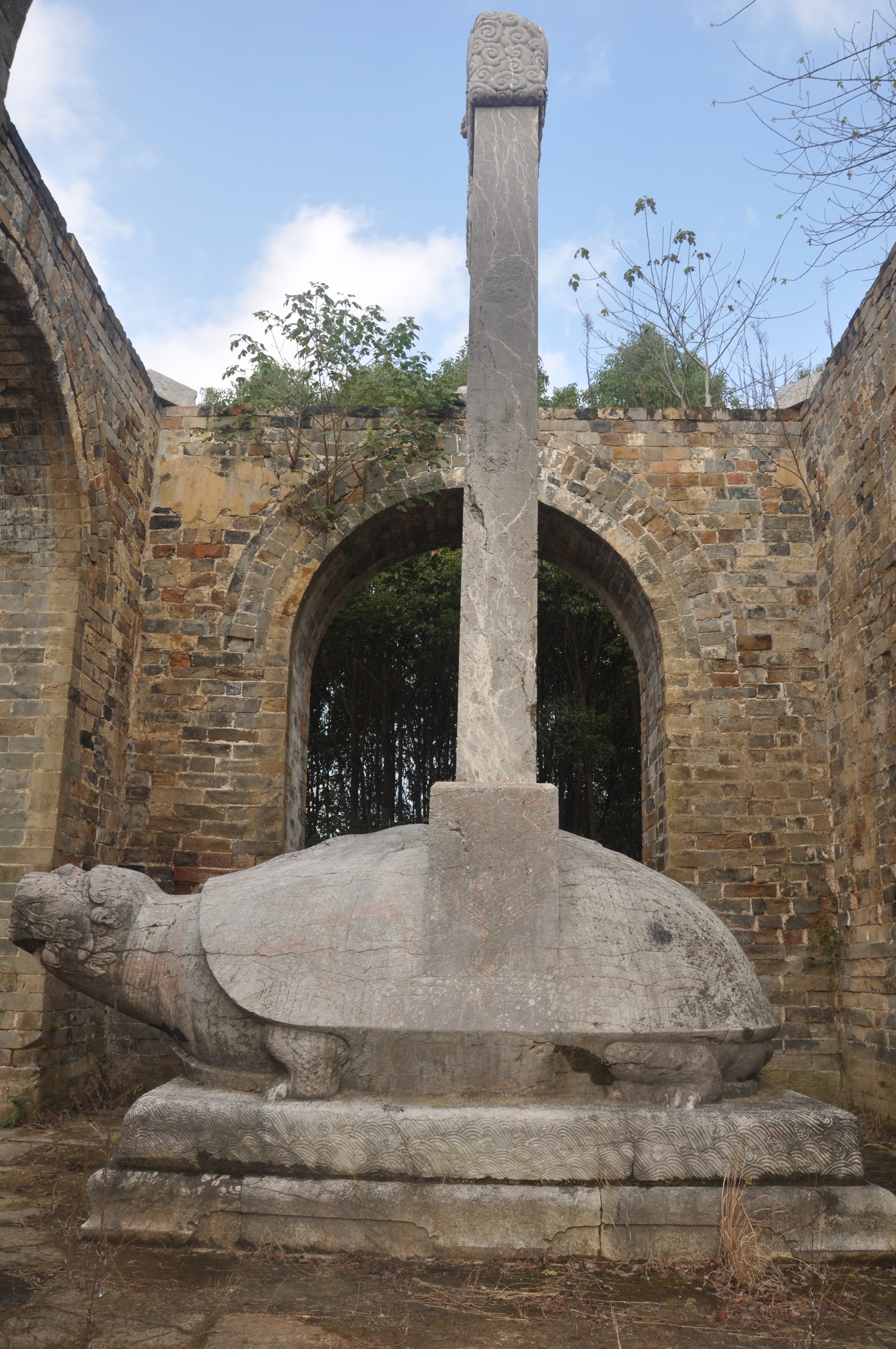
明楚庄王碑-侧面

## 其它王墓遗址

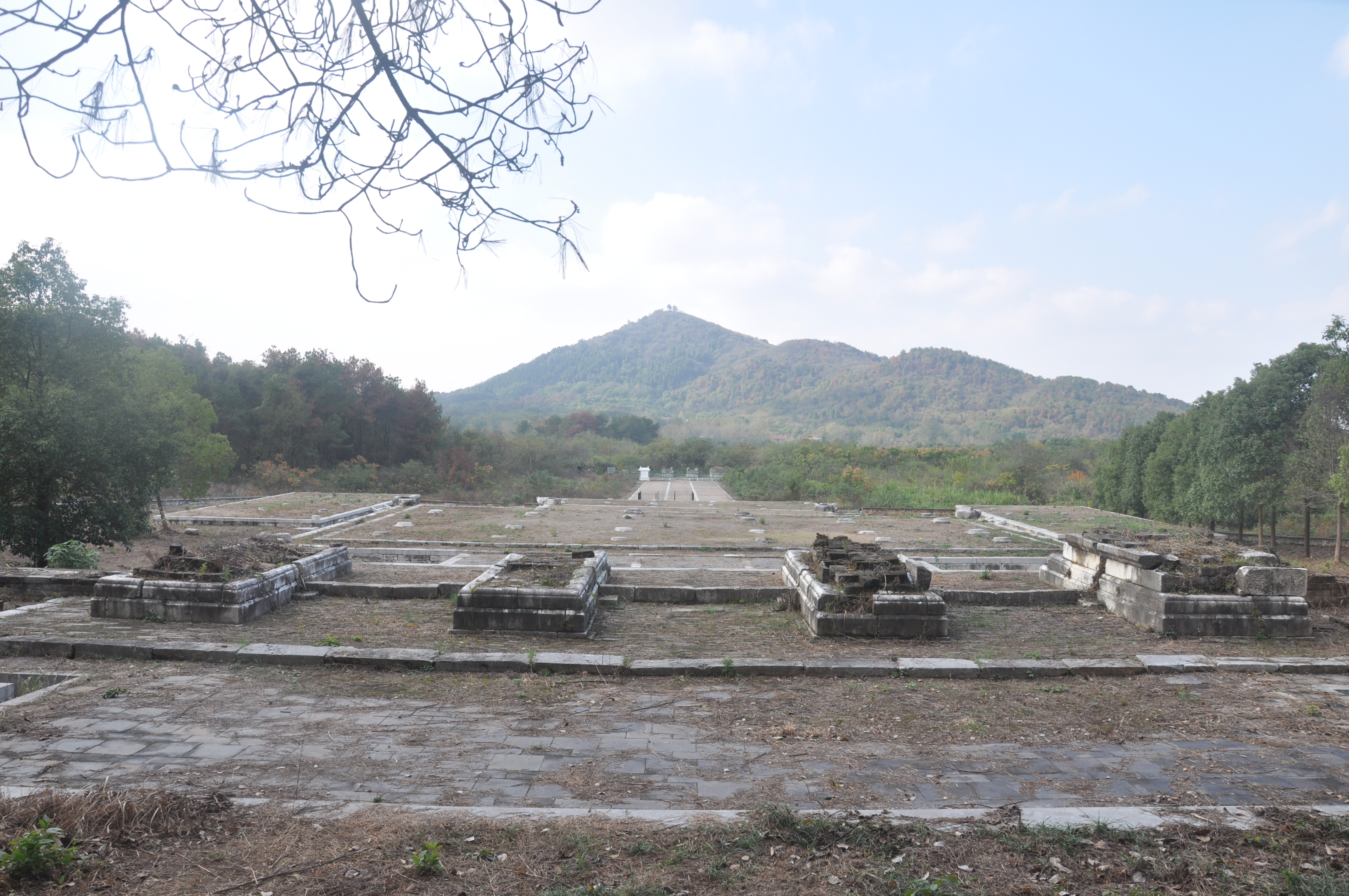
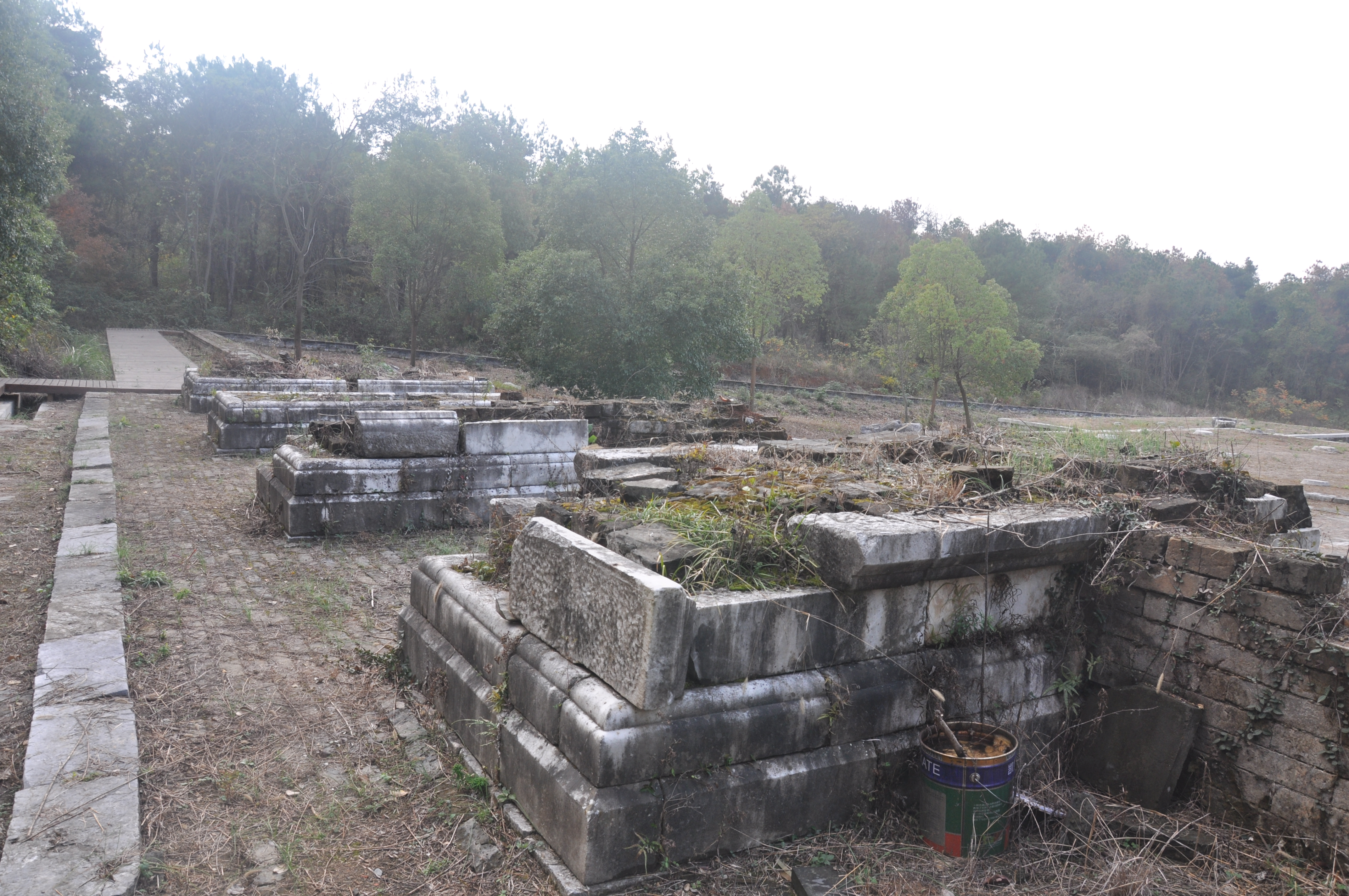
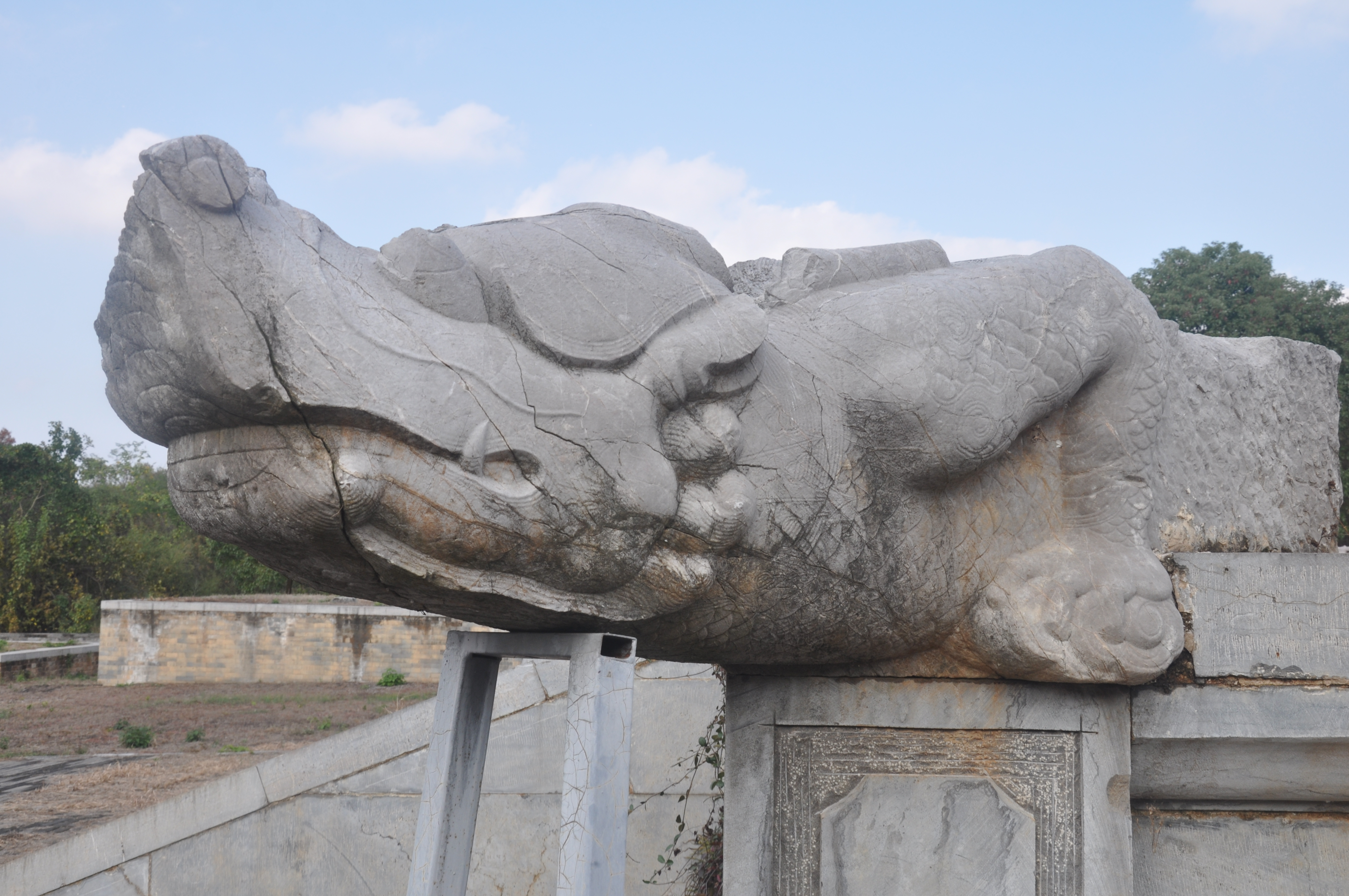
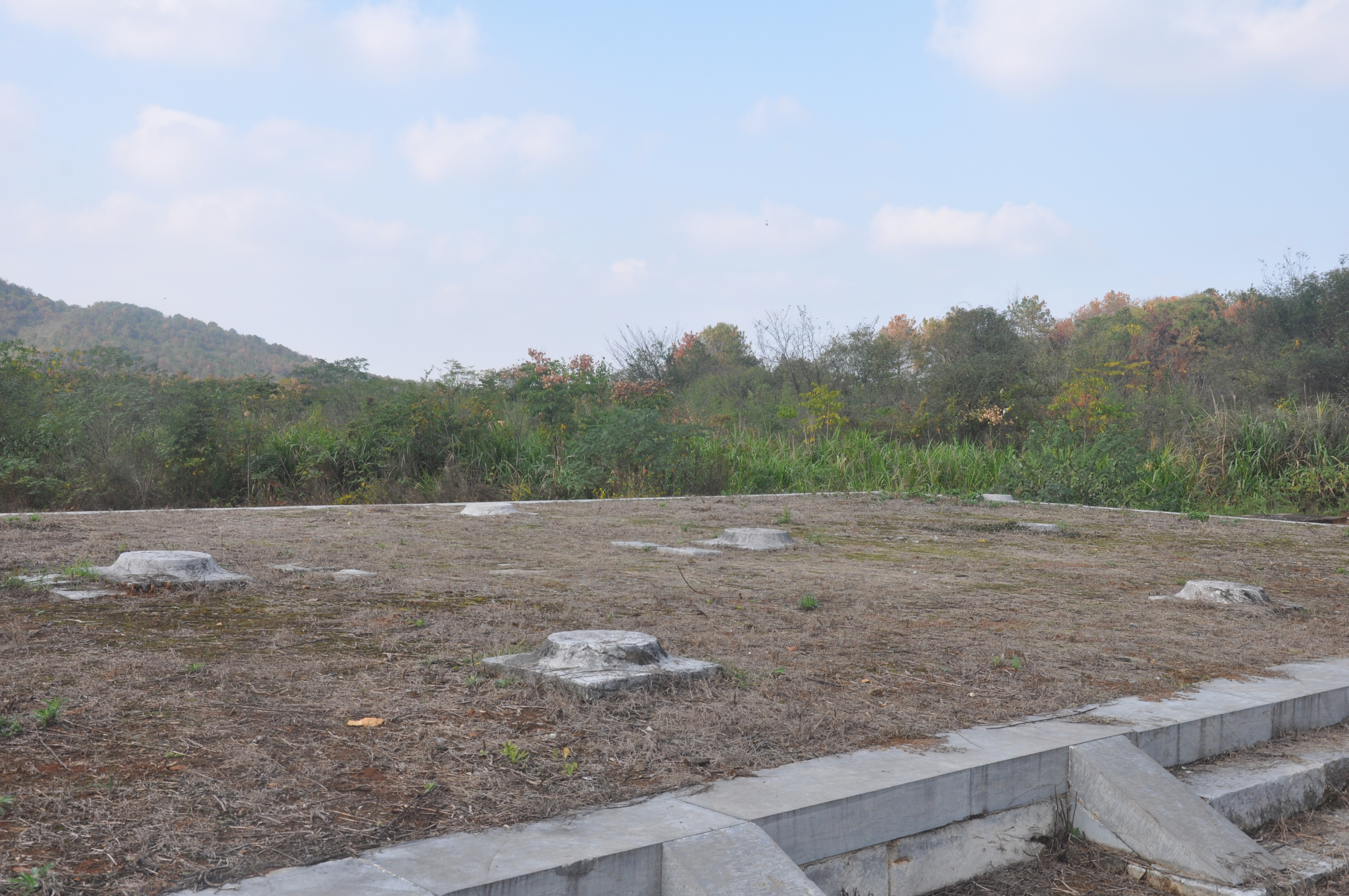
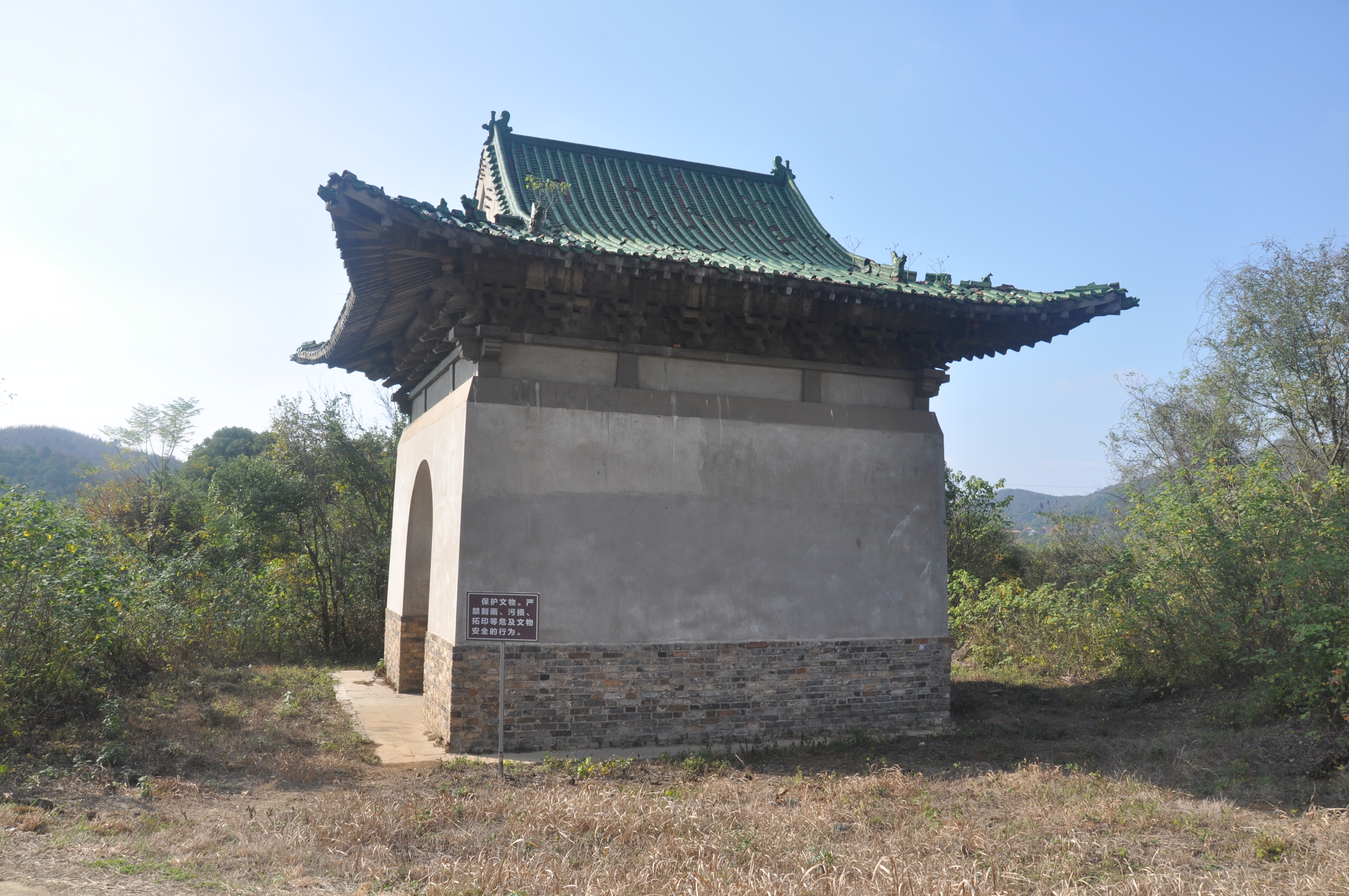
明楚端王碑碑亭
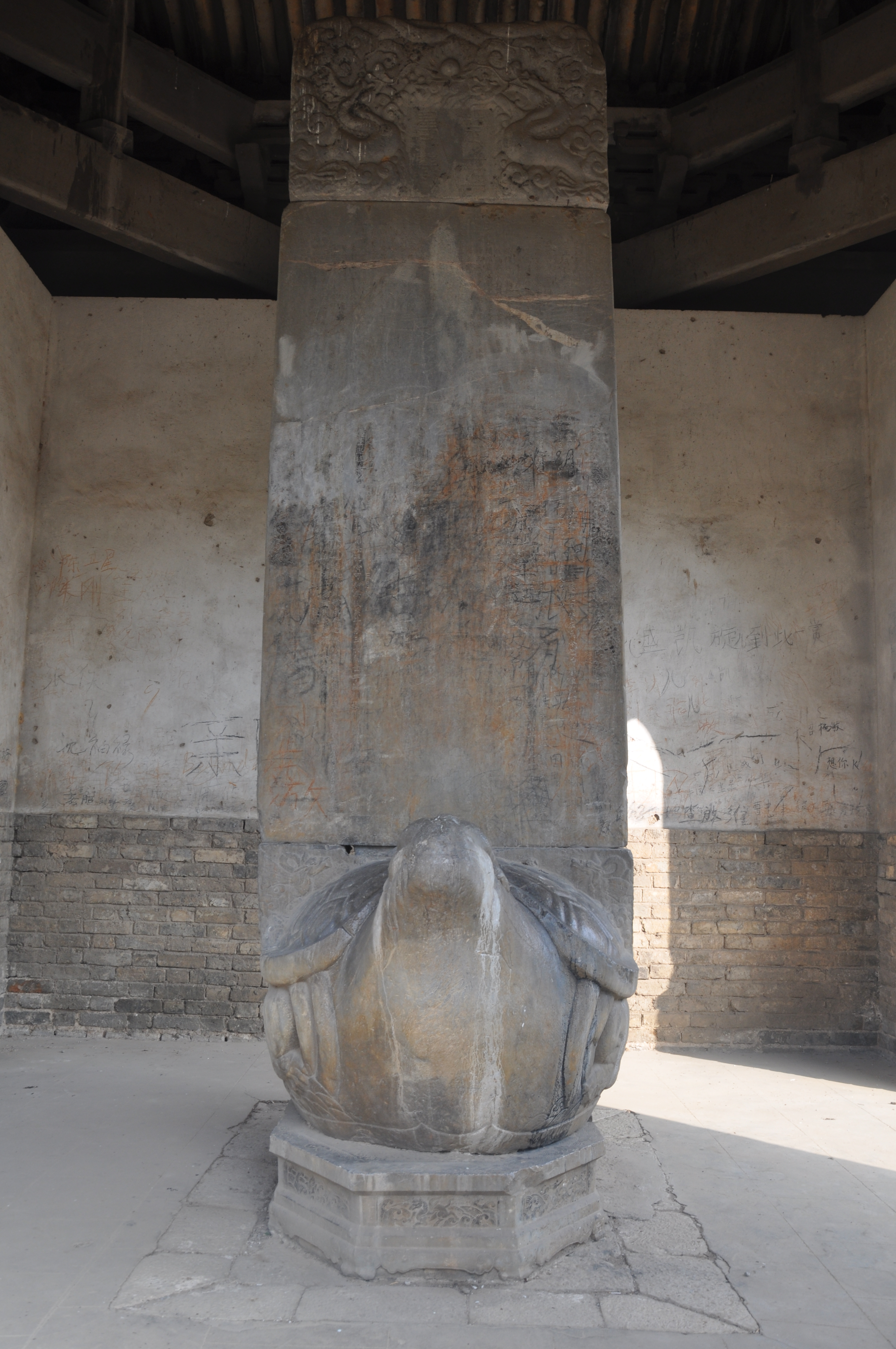
明楚端王“楚王寿藏”碑
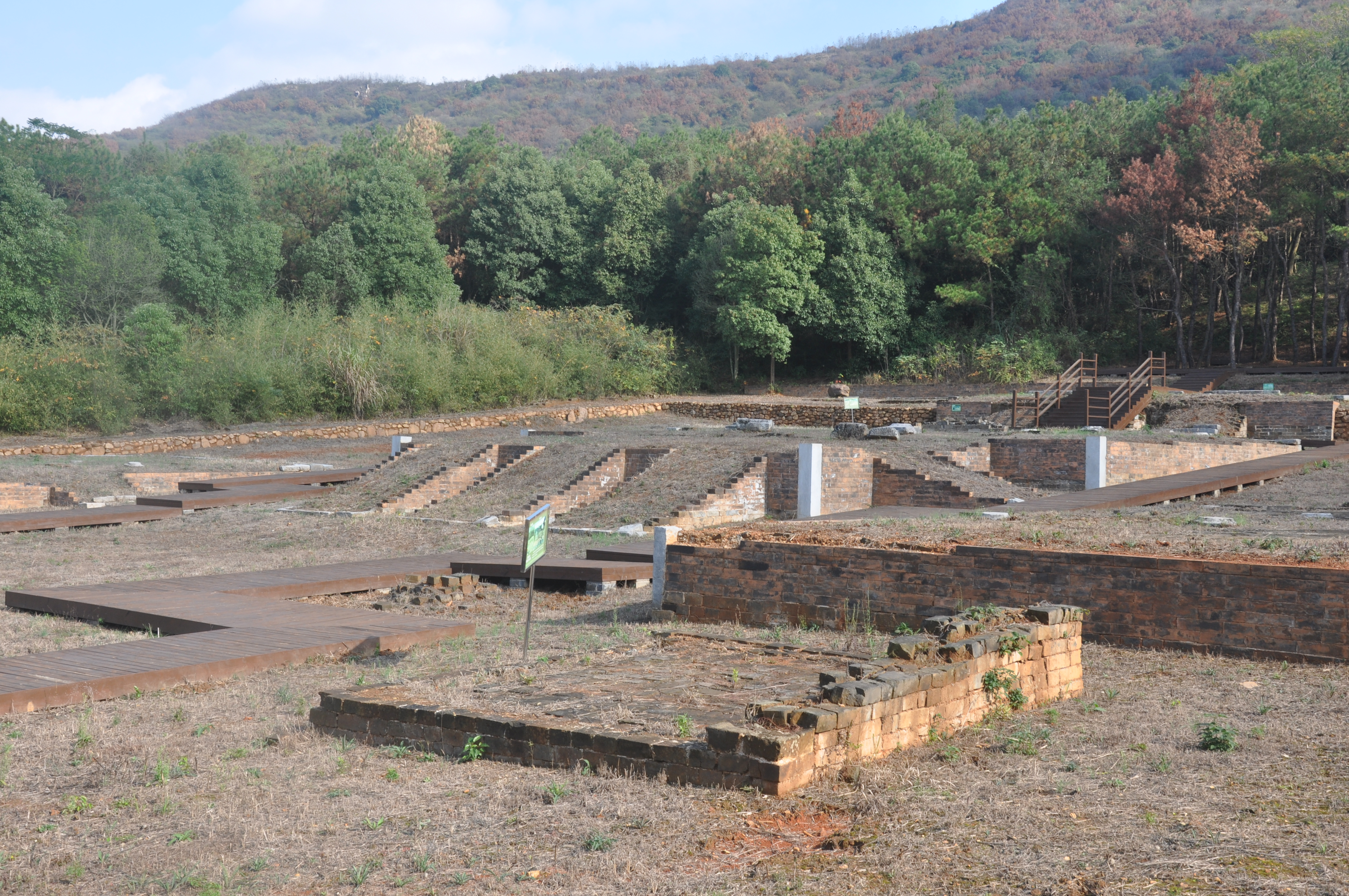
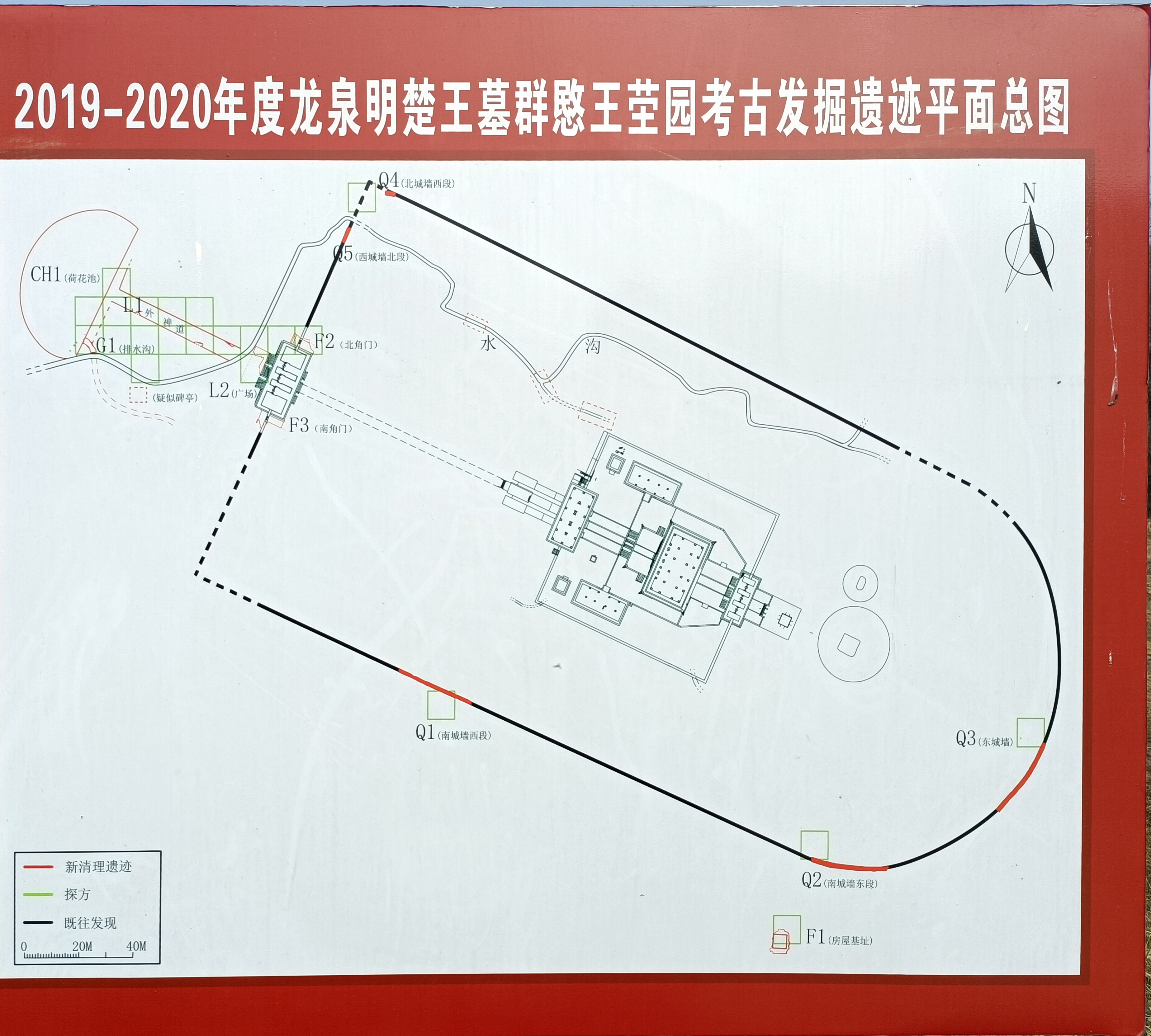
2019-2020年明楚愍王茔园考古发掘遗迹平面图